# Liste des comtes et ducs d'Angoulême
Cet article présente la liste chronologique des comtes et ducs d'Angoulême, lorsque le comté était un fief qui eut sa propre maison, puis qui appartint à la maison de Valois, à la maison de Bourbon et à la maison d'Orléans.
Ce fief était à peu près équivalent à l'Angoumois. Il fut joint, lors de l'origine du système féodal, au comté de Périgord. 

## Comtes d'Angoulême

### Mérovingiens et Carolingiens
- 561-569 : Marachaire, puis évêque de la ville de 569 à 576.
- 569-580 : X
- 580 : Nanthin, neveu de Marachaire.
- 839-863 : Turpion, mort en tentant d'arrêter les Normands.
- 864-866 : Émenon de Poitiers, son frère[1], mort à la suite de ses blessures lors d'un duel avec Landry, comte de Saintes, qu'il tua le 14 juin 866, pour la possession de la terre de Bouteville[2].

### Maison Taillefer (866-1246)

Armes des premiers comtes d'Angoulême

- 866-886 : Vulgrin Ier, comte d'Angoulême, de Saintonge, de Périgord et d’Agen.
- 886-916 : Audoin Ier, fils du précédent.
- 916-926 : Adémar Ier d'Angoulême, ex-comte de Poitiers, neveu de Turpion, marié à Sancia, fille de Guillaume Ier, fils puîné de Vulgrin Ier, comte de Périgord et d'Agen, puis comte de Périgord et d'Angoulême[3].
- 926-vers 945 : Guillaume II Taillefer[N 1], fils d'Audoin Ier[3].
- (incertain) après 945 : Adémar II d'Angoulême, fils de Guillaume II Taillefer[N 2].
- après 945 : Bernard de Périgord, comte de Périgord, fils de Guillaume Ier[4].
- après 945 et avant 952 : Arnaud Ier ou Arnaud Voratio, fils de Bernard de Périgord, également comte de Périgord.
- 952-964 : Guillaume III Talleyrand ou Taillefer d'Angoulême et II de Périgord, frère du précédent (encore comte de Périgord en 973).
- avant 975 : Ramnoul de Périgord ou Rannoux Bompar (mort en 975), frère du précédent.
- 975-988 : Arnaud Manzer, fils illégitime de Guillaume II Taillefer d'Angoulême[3], marié en premières noces à Raingarde, marié en secondes noces à Hildegarde d'Aulnay.
- 988-1028 : Guillaume IV Taillefer, fils du précédent et de Raingarde, marié à Gerberge, fille de Geoffroy Ier d'Anjou.
- 1028-1031 : Audouin II Taillefer, fils du précédent, marié à Adélaïde de Fronsac.
- 1031-1047 : Geoffroi Taillefer, frère du précédent, marié à Pétronille d'Archiac.
- 1047-1087 : Foulques Taillefer, fils du précédent, marié à Condoha de Vegena, fille de Robert d'Eu.
- 1087-1120 : Guillaume V Taillefer, fils du précédent, marié à Vitapoy de Benauges.
- 1120-1140 : Vulgrin II Taillefer, fils du précédent, marié à Ponce de Montgommery.
- 1140-1178 : Guillaume VI Taillefer, fils du précédent, marié à Marguerite de Turenne.
- 1180-1181 : Vulgrin III Taillefer, fils du précédent, marié à Élisabeth d'Amboise.
- 1181-1194 : Guillaume VII Taillefer, frère du précédent.
- 1194-1202 : Aymar II, frère du précédent, marié à Alix de Courtenay.
- 1202-1246 : Isabelle d'Angoulême, fille du précédent, mariée d'abord à Jean sans Terre (mort en 1216), roi d'Angleterre, mariée ensuite à Hugues X de Lusignan (mort en 1249), seigneur de Lusignan et comte de la Marche.

### Maison de Lusignan (1246-1308)

Armes des seigneurs de Lusignan

- 1246-1250 : Hugues XI le Brun  (mort en 1250), seigneur de Lusignan, comte de la Marche, fils d'Isabelle Taillefer et d'Hugues X de Lusignan, marié à Yolande de Bretagne.
- 1250-1270 : Hugues XII de Lusignan, seigneur de Lusignan, comte de la Marche, fils du précédent, marié à Jeanne de Fougères.
- 1270-1303 : Hugues XIII le Brun, seigneur de Lusignan, comte de la Marche, fils du précédent, marié à Béatrix de Bourgogne.
- 1303-1308 : Guy Ier de Lusignan, seigneur de Lusignan, comte de la Marche, frère du précédent, sans union ni descendance connue.
- 1308-1314 : Yolande de Lusignan, dame de Lusignan, comtesse de la Marche, sœur des précédents, mariée à Hélie Ier Rudel, seigneur de Pons et de Bergerac, puis à Foulques II de Matha. À sa mort, Philippe IV le Bel annexe ses possessions.

### Comtes apanagistes et maison de Valois-Angoulême (1350-1515)

Armes de Jean d'Orléans, comte d'Angoulême

Armes de Charles Ier d’Angoulême (1459-1496)

Le comté d'Angoulême est réuni à la couronne, puis promis en 1328 (confirmé par le traité de Villeneuve-lès-Avignon du 14 mars 1336) à Philippe d'Évreux, mais jamais remis. Enfin, confisqué au fils (Charles le Mauvais) de ce dernier, il est finalement donné au connétable Charles de La Cerda en 1350, et revient à la couronne en 1354. Par le traité de Brétigny, il est ensuite cédé aux Anglais en toute souveraineté en 1360, mais repris en partie en 1372 et dans les années suivantes. Il devient ensuite l'apanage de Louis, duc d'Orléans, fils de Charles V et frère de Charles VI, à l'origine de la branche des Valois-Angoulême.
- 1350-1354 : Charles de La Cerda (mort en 1354), connétable de France.
- 1394-1407 : Louis Ier d'Orléans (1372-1407), duc d'Orléans, fils de Charles V, roi de France, marié à Valentine Visconti.
- 1407-1467 : Jean d'Orléans (1399-1467), comte d'Angoulême et de Périgord, fils du précédent, marié à Marguerite de Rohan (morte en 1496).
- 1467-1496 : Charles d'Orléans (1459-1496), comte d'Angoulême et de Périgord, fils du précédent, marié à Louise de Savoie (1476-1531).
- 1496-1515 : François d'Orléans (1494-1547), comte d'Angoulême et de Périgord, fils du précédent, roi de France en 1515 sous le nom de François Ier.

En 1515, le comté d'Angoulême retourne au domaine royal.

## Ducs d'Angoulême

### Maison de Valois (1515-1696)
François Ier fait du comté un duché qu'il donne à sa mère. À la mort de cette dernière, en 1531, le duché est réuni à la couronne, puis réattribué à son troisième fils.
- 1515-1531 : Louise de Savoie, mère de François Ier.
- 1531-1545 : Charles de France (1522-1545), fils de François Ier.
- 1550 : Charles IX de France (1550-1574), neveu du précédent, fils du roi Henri II, roi de France en 1560 sous le nom de Charles IX.
- 1551-1574 : Henri III de France (1551-1589), frère du précédent du précédent, fils du roi Henri II, roi de France en 1574 sous le nom de Henri III.
- 1574-1582 : Henri d'Angoulême (1551-1586), fils illégitime du roi Henri II, demi-frère du précédent.
- 1582-1619 : Diane de France (1538-1619), fille illégitime d'Henri II, roi de France, et de Filippa Duci.

En 1619, le duché d'Angoulême est confié à un bâtard du roi Charles IX. En raison de l'illégitimité du nouveau duc, la concession n'est pas faite à titre d'apanage.
- 1619-1650 : Charles d'Angoulême (1573-1650), duc d'Angoulême, fils illégitime de Charles IX de France et de Marie Touchet, marié en 1591 à Charlotte de Montmorency (1571-1636), puis en 1644 à Françoise de Nargonne (1621-1713).
- 1650-1653 : Louis-Emmanuel d'Angoulême (1596-1653), duc d'Angoulême, fils du précédent.
marié à Henriette de La Guiche.
- 1653-1696 : Marie-Françoise d'Angoulême (1631-1696), fille du précédent, mariée en 1649 à Louis de Lorraine, duc de Joyeuse (mort en 1654).

En 1696, le duché retourne au domaine royal.

Armes de Charles II d’Orléans.
Armes de Charles de Valois[5].
Armes de Louis-Emmanuel de Valois[5].

### Maison de Bourbon (1775-1824)

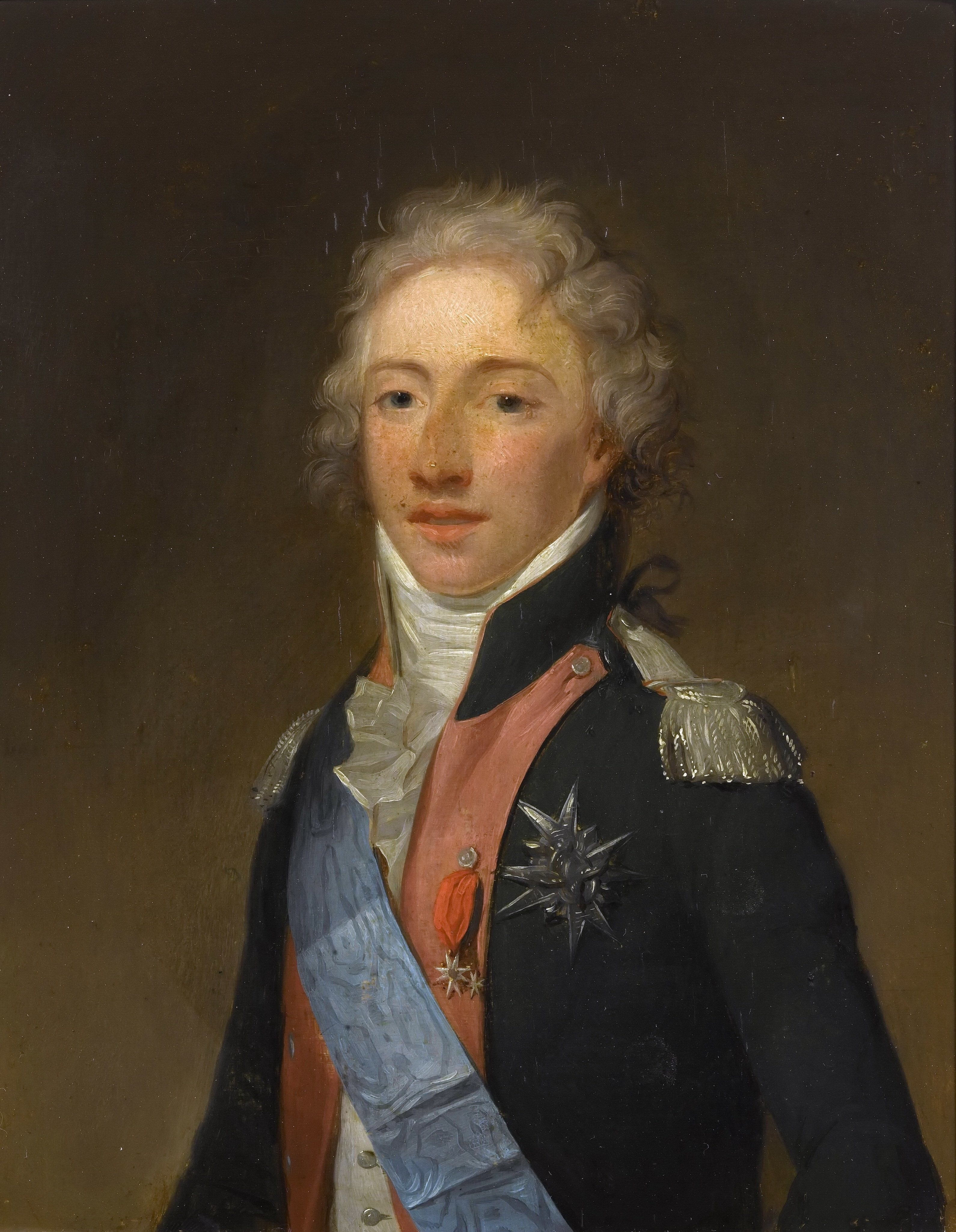
Louis-Antoine d’Artois, fils de Charles X, dernier prince français, à porter le titre de duc d'Angoulême.

- 1775-1824 : Louis-Antoine d'Artois (1775-1844), fils aîné du comte d'Artois, reçoit le titre de duc d'Angoulême, mais n'a pas la seigneurie du duché. Son titre dure jusqu'en 1824, année où il devient dauphin, à l'avènement de son père devenu Charles X.

## Titre de courtoisie

### Maison d'Orléans
- Eudes d’Orléans (1968), troisième fils d'Henri d'Orléans (1933-2019), duc de France et comte de Paris. Il reçoit le titre de la part du comte de Paris, son grand-père.